# Perkebunan Perlabian
Perkebunan Perlabian is een bestuurslaag in het regentschap Labuhan Batu Selatan van de provincie Noord-Sumatra, Indonesië. Perkebunan Perlabian telt 2953 inwoners (volkstelling 2010).